# Thiên hoàng Genmei
Thiên hoàng Nguyên Minh (元明天皇 (Nguyên Minh thiên hoàng) Genmei-Tennō, 20 tháng 4 năm 660 - 29 tháng 12 năm 721) còn được gọi là Thiên hoàng Genmyō, là Thiên hoàng thứ 43 của Nhật Bản theo truyền thống thứ tự kế vị ngôi vua.
Triều đại Genmei kéo dài từ ngày 18 tháng 8 năm 707 đến ngày 3 tháng 10 năm 715
Trong lịch sử của Nhật Bản, Genmei là người thứ tư trong tám phụ nữ đảm nhận vai trò của đương vị Thiên hoàng. Ba vị vua nữ trước Genmei là Suiko, Kōgyoku / Saimei, và Jitō. Bốn phụ nữ sẽ trị vì sau khi Genmei là Genshō, Kōken / Shotoku, Meishō và Go-Sakuramachi.

## Tường thuật truyền thống
Genmei tên thật là Abe -hime, là con gái thứ tư của Thiên hoàng Tenji. Bà có một chị gái đang trị vì trước đó là Thiên hoàng Jito. Mẹ bà, hoàng hậu Mei-no-Iratsume (còn được gọi là Soga -hime), là con gái của hữu đại thần Soga-no-Kura-no-Yamada-no-Ishikawa-no-Maro (còn được gọi là Soga Yamada-no-O Omi).
Bà kết hôn (nyōgo) với Hoàng thái tử Kusakabe no Miko, con trai của Thiên hoàng Tenmu và Nữ Thiên hoàng Jitō. Sau khi chị gái và đồng thời là mẹ chồng của bà tức Thiên hoàng Jitō thoái vị nhường ngôi cho cháu nội là Karu (Thiên hoàng Monmu) vào năm 697, bà làm nhiếp chính Nhật Bản và thay mặt con quản lý triều đình lúc con trai còn nhỏ tuổi. Tháng 7/707, con trai băng hà đột ngột, bà lên ngôi Thiên hoàng Nhật Bản.

## Trị vì

### Các sự kiện trong thời kỳ của Thiên hoàng Gemmei
Triều đại của Gemmei đánh dấu những hoạt động rất mạnh mẽ của bà nhằm củng cố, phát triển nhà nước phong kiến Nhật Bản.
Kế thừa bố chồng là Thiên hoàng Tenmu về cải cách tiền tệ, Thiên hoàng Gemmei đã cải tiến và cho ban hành đồng tiền Wadō-kaihō - đồng tiền đầu tiên của nhà nước phong kiến Nhật Bản độc lập. Trước tiên vào cuối năm Keiun thứ tư (707), bà đã cho thần dân thu thập nhiều mẫu tiền đồng rất nhiều ở tỉnh Chichibu (nay thuộc tỉnh Musashi, Nhật Bản) về để chế tạo, đúc thành tiền. Đầu năm 708, bà đổi niên hiệu thành Wadō (Hòa Đồng). Cũng trong năm này, vào ngày 29/8/708, đồng tiền chính thức của Nhật Bản được Thiên hoàng Gemmei ban hành, gọi là đồng Wadō-kaihō (Hòa đồng Khai Bảo), đặt theo niên hiệu của bà. Chữ Wadō nghĩa là "đồng Nhật Bản" và từ kaihō nghĩa là "tệ". Các Wadō-kaihō có đặc điểm giống như đồng tiền của Trung Quốc (đồng Kaigentsūhō, ban hành năm 621 thời vua Đường Cao Tổ), với đường kính 2,4 cm và trọng lượng 3,75 g. Đồng tiền này có hai loại: bằng bạc và bằng đồng.
Tháng 3/708, Fuijwara no Fuhito được Thiên hoàng cử làm hữu đại thần. Isonokami no Maro là tả đại thần.
Tháng 3/709 (niên hiệu Wadō thứ 2): Một cuộc nổi dậy của nông dân chống lại chính quyền ở hai tỉnh Mutsu và Echigo. Quân đội đã được cử đi kịp thời để khuất phục được cuộc nổi dậy.
Tháng 5/709 (niên hiệu Wadō thứ 2): Đại sứ đến từ Silla (Tân La, Triều Tiên) đưa ra đề nghị triều cống Nhật Bản. Ông đã đến thăm Fujiwara no Fuhito để thuyết phục ông này sang thăm Triều Tiên.
Tháng 3/710 (niên hiệu Wadō thứ 3): Gemmei dời dô về thành phố Nara (Nại Lương). Việc dời đô này là ý muốn của Thiên hoàng Monmu, nhưng cái chết của ông làm hỏng kế hoạch này. Mẹ ông - Thiên hoàng Gemmei tiếp tục kế hoạch dời đô còn dang dở của con trai. Năm 710, sau khi đổi niên hiệu thành Wadō (Hòa Đồng) thì Thiên hoàng Gemmei ban hành sắc lệnh về việc lập một thủ đô mới tại Heijō-kyō (nay là Nara) trong tỉnh Yamato. Khoảng cuối tháng 1/710, Gemmei xúc tiến xây dựng cung điện và đặt tên là Nara-no-miya.
Tháng 3/711 (niên hiệu Wadō thứ 4): các sử gia Nhật Bản do Yamasiro (? - 723) đứng đầu, theo lệnh của Thiên hoàng Gemmei biên soạn quyển sách sử cho hoàng gia. Họ biên soạn trong một năm (711 - 712) và đến năm 712 thì dâng lên Thiên hoàng quyển sử hoàng gia có tên Kojiki (Cổ sự ký). Bộ sử này viết theo truyện kể về lịch sử Nhật Bản từ thuở thần thoại (Thiên hoàng Jimmu) cho đến thời Thiên hoàng Suiko (597). Kojiki viết theo quốc âm, sử dụng khả năng cách đọc âm (on) huấn (kun) của Hán ngữ.
Năm 712, Thiên hoàng tách tỉnh Mutsu ra khỏi tỉnh Dewa.
Tháng 3/713 (Wadō thứ 6): tỉnh Tamba đã được tách ra từ tỉnh Tango; tỉnh Mimasaka được tách ra từ tỉnh Bizen; và tỉnh Hyuga được tách ra từ tỉnh Osumi .
Năm 713, chính phủ trung ương ra lệnh cho các địa phương phải báo cáo về địa thế đất đai, sản vật, các loại điểu thú côn trùng và sự tích trong vùng. Những tập ghi chép đó có tên là Fudoki (Phong thổ ký). Fudoki hiện còn được bảo tồn là của 5 vùng Hitachi, Izumo, Harima, Bungo, Hizen. Cũng trong năm này, Thiên hoàng cho mở các đường qua tỉnh Mino và tỉnh Shinano được mở rộng để phù du; và một con đường khác đã được mở rộng ở các huyện Kiso hiện đại tỉnh Nagano.
Những năm cuối của niên hiệu Wadō (713 - 715), Gemmei lên kế hoạch chuẩn bị ngôi vua cho cháu trai sắp trưởng thành. Tuy nhiên, đến tháng 9/715 âm lịch (ngày 3/10/715) Gemmei bất ngờ thoái vị, nhường ngôi cho con gái là Thiên hoàng Genshō, chị gái của Thiên hoàng yểu mệnh Mommu.

### Thơ ca
Man'yōshū gồm một loạt các bài thơ viết vào thời Wadō nguyên niên (708) – tập thơ này gồm nhiều bức thư của các phụ nữ cung đình gửi nhà vua.
Nguyên văn tiếng Nhật:
私たちの偉大な王は軍のシールドを維持するために、異なっています
- 天皇Gemmei
への返信です。
私の最高のロイヤル・O、無関心で
私はここにいませんよ、
先祖の神々が命を授けI、
親族の彼の次の？
(tạm dịch):
"Đại vương của chúng ta phải là khác nhau, lá chắn để giữ quân đội
– Thiên hoàng Gemmei
Đáp lại:
Hãy là không quan tâm, hỡi đại vương tối cao của tôi
Tôi không ở đây,
Tôi, người mà các vị thần tổ tiên ban cho cuộc sống,
Tiếp theo cho thân nhân mình?"
– Minabe- hime 

### Kugyō
- Daijō-daijin, Prince Hozumi. Sau khi ông chết, Gemmei lên thay thế
- Sadaijin, Isonokami no Maro (石上麻呂). [5] 708–717
- Udaijin, Fujiwara no Fuhito (藤原不比等). [5] 708–720
- Naidaijin
- Dainagon

### Nengō[17]
- Keiun (704-708)
- Wadō (708-715)